# Zoropsis rufipes
Espèce
Synonymes
- Olios rufipes Lucas, 1838
- Zoropsis maculosa O. Pickard-Cambridge, 1908
- Zoropsis capillata Schmidt, 1975
- Zoropsis teneriffensis  Schmidt, 1975

Zoropsis rufipes est une espèce d'araignées aranéomorphes de la famille des Zoropsidae.

## Distribution
Cette espèce se rencontre aux îles Canaries et à Madère.

## Publication originale
- Lucas, 1838 : Arachnides, Myriapodes et Thysanoures. Histoire naturelle des îles Canaries, vol. 2, no 2, p. 19-52.